# Ultime lettere da Stalingrado (libro)
Ultime lettere da Stalingrado è il titolo di un'antologia di lettere pubblicata nella Germania Occidentale nel 1950. Contiene le missive presumibilmente autentiche scritte da soldati tedeschi nell'ultimo periodo della battaglia di Stalingrado, nel dicembre 1942.

## Storia
Nel dicembre 1942, mentre la battaglia di Stalingrado sta vivendo le sue fasi più drammatiche, i soldati della 6ª Armata tedesca cercano di sopravvivere nella città accerchiata; i viveri ed i rifornimenti sono sempre più scarsi, i feriti non possono essere più curati ne evacuati, cominciano i primi tentativi di diserzione ed i primi casi di suicidio.
In quello che i soldati tedeschi chiamano "il calderone" c'è chi riesce ancora a scrivere a casa cercando un conforto od anche semplicemente un addio ai propri cari in Germania.
L'attenta censura tedesca sequestrò sette pacchi di corrispondenza dall'ultimo aereo proveniente dalla sacca con l'intento di conoscere lo stato d'animo della fortezza di Stalingrado ed estrapolò la seguente statistica:
- favorevoli alla condotta della guerra: 2,1%
- dubbiosi 4,4%
- sfiduciati, contrari 57,1%
- decisamente contrari 3,4%
- senza opinione precisa, indifferenti 33,0%

La raccolta di tali scritti doveva offrire materiale al fine di una pubblicazione sulla battaglia ma l'ufficio della propaganda, dipendente dal Ministero presieduto da Joseph Goebbels, ne vietò la divulgazione in quanto "insopportabile per il popolo tedesco" e ne ordinò la distruzione; le poche ritrovate sono state raccolte formando il contenuto del libro.

## I contenuti
Il libro contiene 39 lettere, o frammenti di lettere, che i soldati scrissero nei momenti di pausa della battaglia.
Sono scritti in cui tra le righe si riesce a leggere non solo la diversità degli uomini ma anche del loro stato d'animo e del loro carattere: si va dal figlio dell'ufficiale di stato maggiore che non capisce più il perché dell'azione militare al giovane padre di un bambino appena nato con la paura di non vederlo mai; dal figlio di un Pastore protestante che non trova Dio nell'orrore che lo circonda al soldato che ha perso la speranza e che aspetta la morte con consapevole rassegnazione.
Non tutte le lettere sono complete o leggibili (alcune sono state ritrovate danneggiate) ma forniscono in ogni caso una forte ed autentica testimonianza di uno degli avvenimenti più tragici della storia moderna. 
Negli anni successivi, sono stati avanzati dubbi sull'autenticità delle lettere; tra gli scettici, si cita il giurista Wilhelm Raimund Beyer, che si basa sulla propria esperienza a Stalingrado, e la constatazione dell'uniformità dello stile testuale che accomuna le missive.

## Edizioni
- Ultime lettere da Stalingrado, traduzione di Michele Ranchetti, Collana Saggi n.228, Torino, Einaudi, 13 gennaio 1958,  p. 78. - Collana Gli struzzi, Einaudi, 1971.